# 下村純一
下村 純一（しもむら じゅんいち、1952年10月21日 - ）は、日本の建築写真家。

## 略歴
東京生まれ。早稲田大学第一文学部で美術史を学んだ後、フリーの写真家として主にヨーロッパの近代建築の取材、評論活動をはじめる。早稲田大学で写真実習、武蔵野美術大学では近代建築デザイン、それぞれの講座を持つ。（社）日本写真家協会会員。

## 著書
- 『貝の伽藍 アントニオ・ガウディの建築』写真と文 グラフ社 (カラーアルバム) 1979
- 『織りなされた壁 近代建築への30年』写真・文 グラフィック社 1983
- 『モダニズムの壁 装飾から構成へ』写真・文 グラフィック社 1984
- 『近代の光 光のイメージをめぐる建築の7章』写真・文 1985 求竜堂グラフィックス
- 『不思議な建築 甦ったガウディ』1986 講談社現代新書
- 『薔薇と幾何学 モダン建築ストーリー』平凡社 1988
- 『細部の神々 モダン建築ディテール集』平凡社 1988
- 『アール・ヌーヴォーの名邸 下村純一・写真集』小学館 1990
- 『インテリアの近代』1991 (講談社現代新書)
- 『ガウディ 建築の美』クレオ 1997
- 『ステンド・グラス 建築の美』クレオ 1997
- 『アール・ヌーヴォーの邸宅』写真・文 小学館(ショトル・ミュージアム) 1998
- 『銭湯からガウディまで 一眼レフカメラの建築観察日記』クレオ 2004
- 『感性のモダニズム ヨーロッパ近代の建築造形をめぐる』学芸出版社 2005
- 『写真的建築論』鹿島出版会 2008

### 共著
- 『藤森照信の原・現代住宅再見』全3巻 写真 TOTO出版 2002-2006

### 翻訳
- ビル・ライズベロ『図説西洋建築物語』村田宏共訳 グラフ社 1982